# EL Canum Venaticorum
EL Canum Venaticorum ist ein Doppelsternsystem bestehend aus einem relativ massereichen Hauptreihenstern der Spektralklasse A1 und einem Post-AGB-Stern in einer Entfernung von etwa 850 Lichtjahren. Er ist der Prototyp der sogenannten EL-Canum-Venaticorum-Sterne, welche zu den Bedeckungsveränderlichen Sternen gehören.
Es besteht die Vermutung, dass der kleinere Begleiter ursprünglich der massereiche Stern war und die beiden Sterne durch Massentransfer die Rollen getauscht haben. Diese Theorie erklärt am besten, wieso sich der Begleiter trotz der geringen Masse schon in diesem späten Entwicklungszustand befindet.